# Sretan rođendan (album)
Sretan rođendan drugi je studijski album zagrebačkog pop rock sastava Fantomi, kojeg 1992. godine objavljuje diskografska kuća Croatia Records.

## O albumu
Album objavljuju 1992. godine, nakon prvih ratnih godina. Više nisu imali menadžera (Željko Tutunović) te su materijal pripremili samostalno. Većinu aranžmana napravili su Saša Novak Radulović (Psihomodo pop), s kojim se Robert Mareković vrlo često družio u to vrijeme i Senad Galijašević (poznat kao Senna M).
Između ostalih kao najveće uspješnice s albuma nametnule su se skladbe "Slomit ću ti srce", "Pepermint" te naslovna "Sretan rođendan". Nakon objave albuma slijedi niz koncerta održanih u zemlji i inozemstvu.

## Popis pjesama
| Br. | Skladba                | Autor                                               | Trajanje |
| --- | ---------------------- | --------------------------------------------------- | -------- |
| 1.  | »Sretan rođendan«      | Robert Mareković – Stevo Cvikić – Senad Galijašević |          |
| 2.  | »Pepermint«            | Davor Viduka – Stevo Cvikić – Senad Galijašević     |          |
| 3.  | »Slomit ću ti srce«    | Davor Viduka – Stevo Cvikić – Senad Galijašević     |          |
| 4.  | »Pahuljica«            | Robert Mareković – Senad Galijašević                |          |
| 5.  | »Srce kuca«            | Robert Mareković – Senad Galijašević                |          |
| 6.  | »Ritam kiše«           | John Gummoe – Krešimir Mišak – Senad Galijašević    |          |
| 7.  | »Mala lady«            | Krešimir Mišak – Senad Galijašević                  |          |
| 8.  | »Da si noćas barem tu« | Robert Mareković – Stevo Cvikić – Senad Galijašević |          |
| 9.  | »Dada, da«             | Krešimir Mišak – Stevo Cvikić – Senad Galijašević   |          |
| 10. | »Noćni šetač«          | Bobby Darin – Robert Mareković – Senad Galijašević  |          |

## Članovi sastava
- Robert Mareković - vokal
- Krešimir Mišak - solo gitara
- Danko Stefanović - bas-gitara
- Bruno Gracin - ritam gitara
- Bruno Perović - bubnjevi

## Vanjske poveznice
- Diskografija.com - Sretan Rođendan